# 居格林根
居格林根是德国巴登-符腾堡州的一个市镇。总面积16.27平方公里，总人口5999人，其中男性3050人，女性2949人（2011年12月31日），人口密度369人/平方公里。